# Puertas (Salamanca)
Puertas es un municipio y localidad española de la provincia de Salamanca, en la comunidad autónoma de Castilla y León. Se integra dentro de la comarca de Vitigudino y la subcomarca de La Ramajería. Pertenece al partido judicial de Vitigudino.
Su término municipal está formado por los núcleos de población de Cerezal de Puertas, El Groo, Manceras y Puertas, ocupa una superficie total de 62,71 km² y según el padrón municipal elaborado por el INE en el año 2017, cuenta con una población de 86 habitantes.

## Geografía
Se ubica junto a la ribera del río Vado, afluente del río de las Uces, a una altitud de 786 metros sobre el nivel del mar. Antiguamente perteneció a la jurisdicción de Ledesma, dentro de Roda del Campo. Se considera dentro de la comarca de La Ramajería y forma parte del partido judicial de Vitigudino. El término municipal se halla dominado por dos alturas: el Monte Alto (829 metros) y Cabeza del Horno (848 metros).
| Noroeste: Iruelos      | Norte: El Manzano | Noreste: Gejo de los Reyes   |
| Oeste: Brincones       |                   | Este: Tremedal de Tormes     |
| Suroeste: Villarmuerto | Sur: Espadaña     | Sureste: Villar de Peralonso |

### Naturaleza
Además de la ganadería característica del lugar, es común ver zorros y roedores de todo tipo: ratones, lirones, musarañas... menos comunes son jabalíes, lines, comadrejas, hurones o ginetas. Propias de estas zonas son aves rapaces y carroñeras, como águilas y milanos, búhos o buitres, que se pueden observar trazando círculos en el cielo sobre posibles presas. También son comunes las cigüeñas, y, aunque difícil de ver, anida también en la zona la cigüeña negra. Es relativamente fácil encontrar cualquiera de ellos en el área de la ribera, donde bajan a beber. Muy característicos son los hoyos que marcan en la orilla las reses de ganado. Y estos huecos son aprovechados por las ranas para esconderse; cuando perciben peligro, se lanzan en masa hacia el interior del agua. Comparten este medio con tencas principalmente, o con la sarda, una especie endémica de la zona, de reciente descripción. Además cangrejos, culebras, tortugas y un sinfín de especies de insectos. Llaman la atención las libélulas, que plantan la cúpula a juncos y demás vegetación de dicha forma.
La flora del término municipal comprende, fundamentalmente, encinas y robles, vegetación propia de la zona. Crecen en las cunetas a ambos lados de los caminos zarzas de mora, y entre los arbustos se encuentra escaramujo, tomillo, romero o lavanda en las zonas húmedas.

## Historia

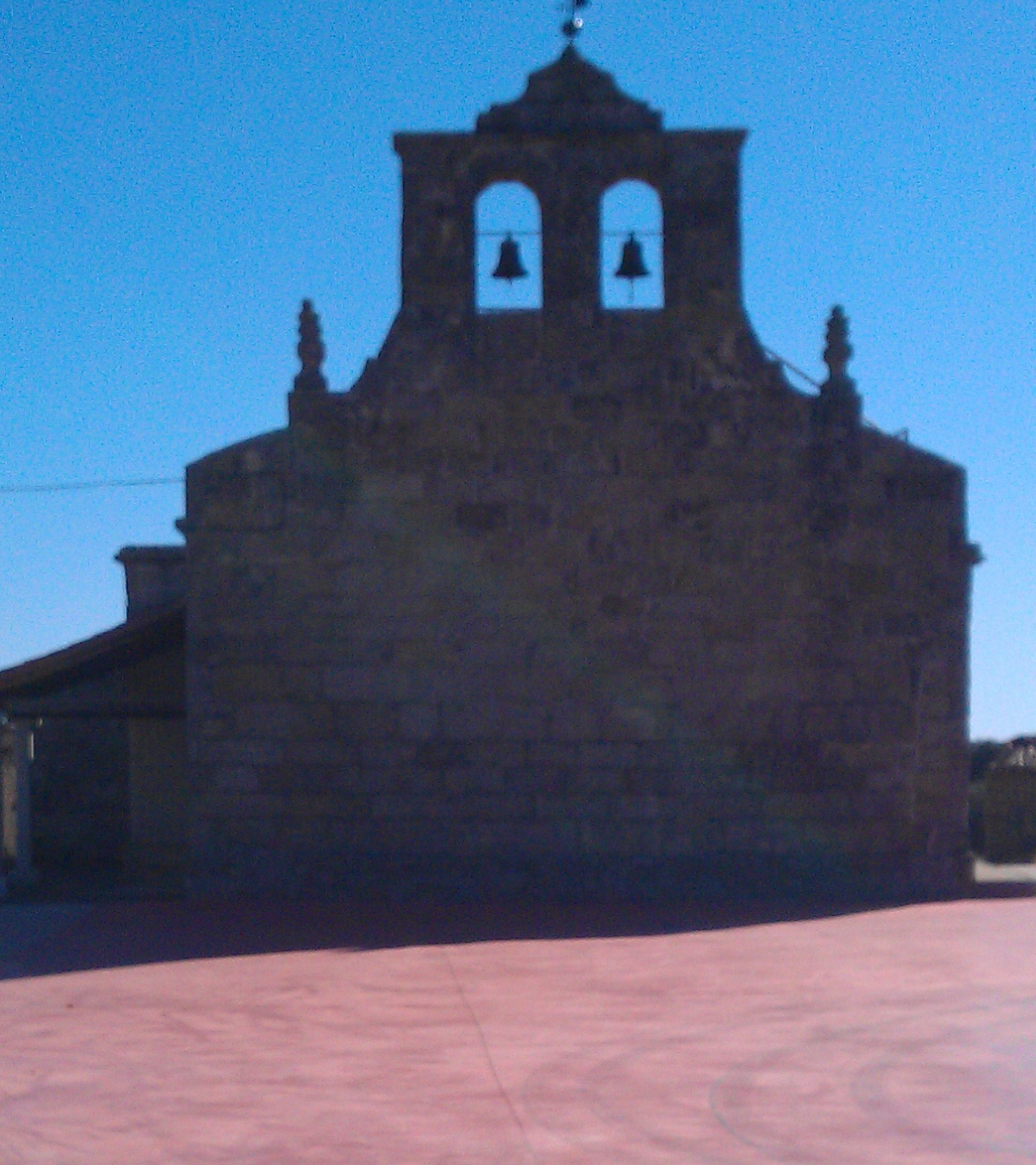
Iglesia de Santa Marina

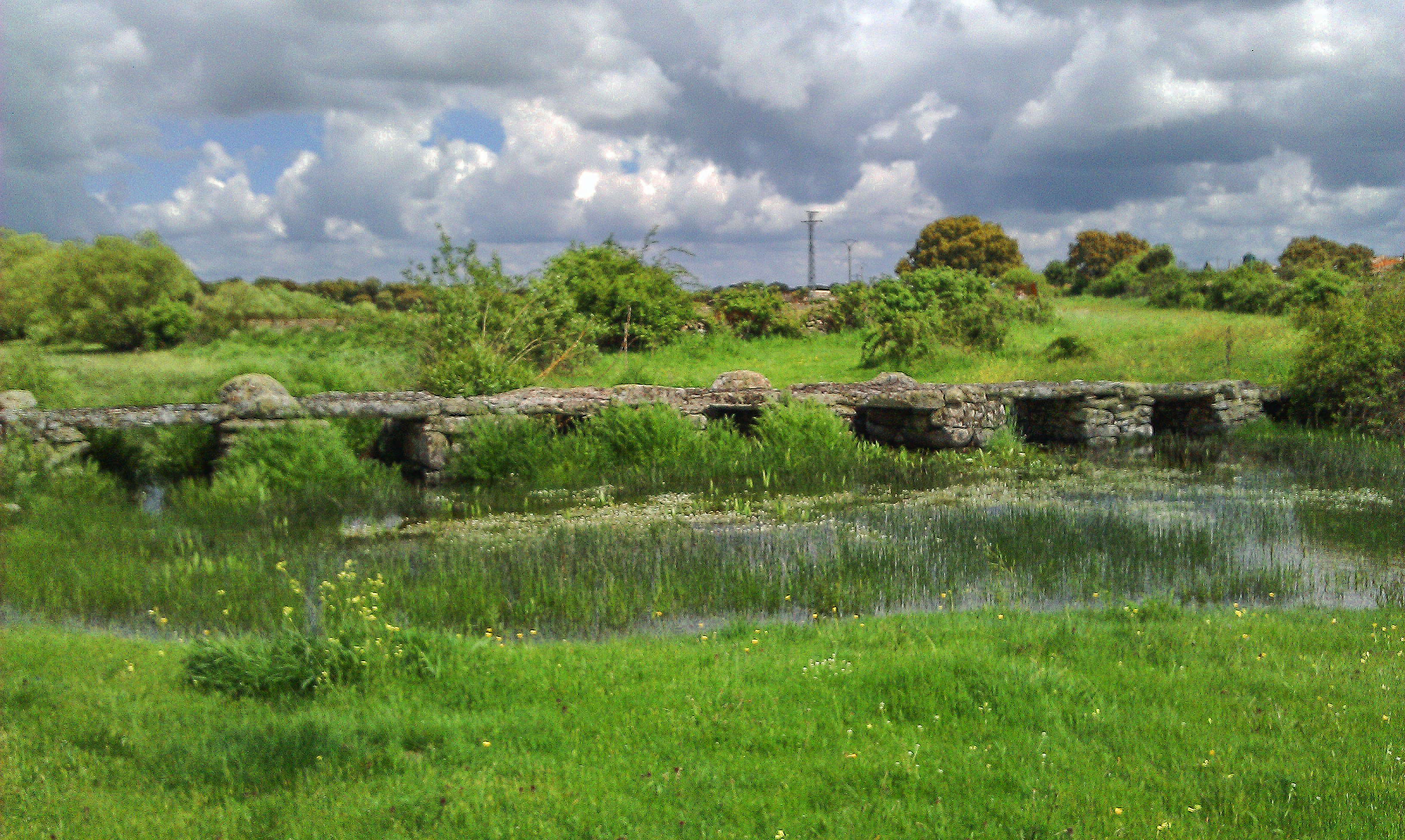
La puente de Puertas

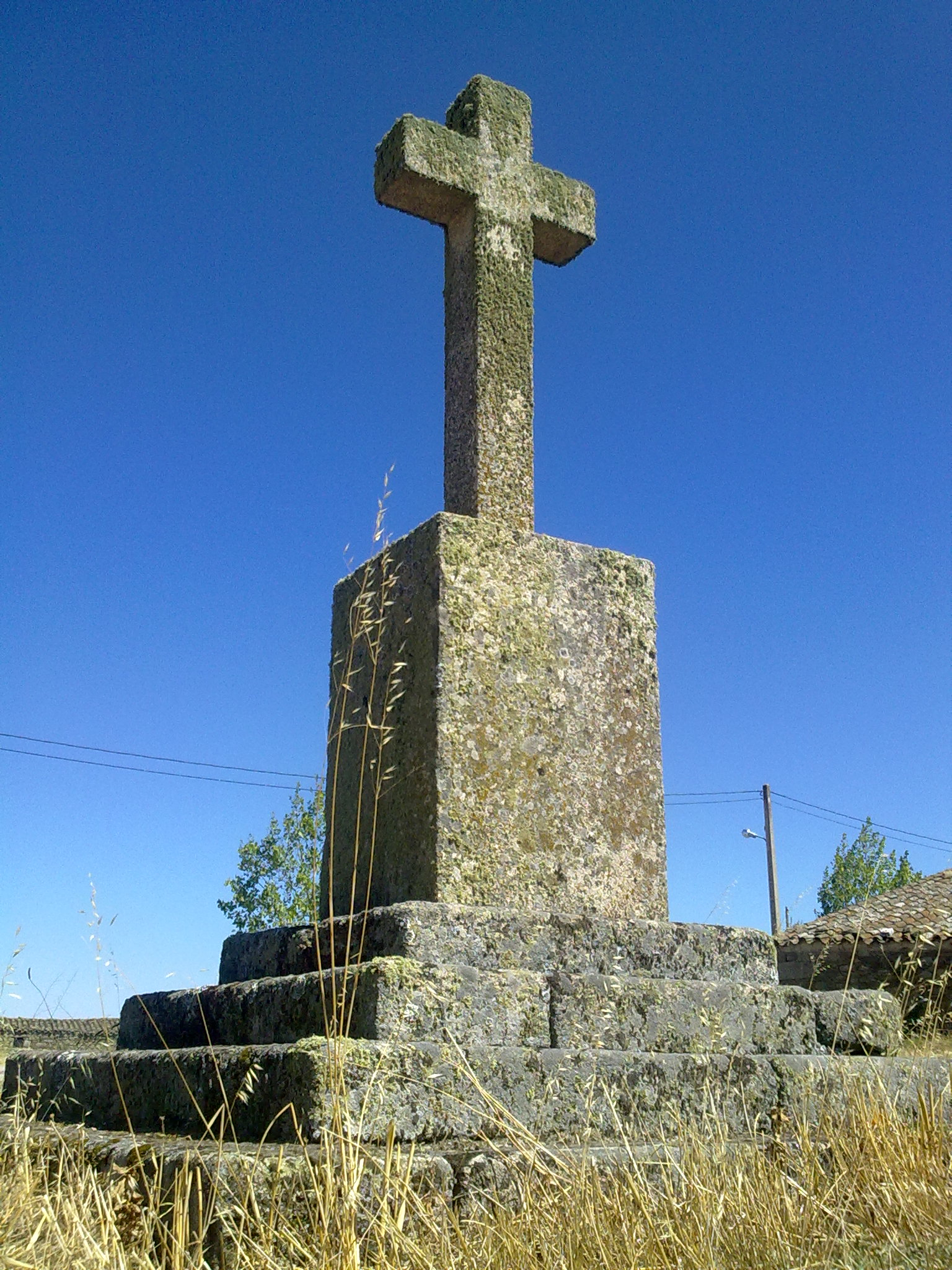
Cruz en honor «a los caídos por Dios y por España»

La fundación de Puertas se remonta a la Edad Media, obedeciendo a la repoblación efectuada por el rey Fernando II de León en el siglo XII, cuando quedó encuadrada dentro del Alfoz de Ledesma con el nombre de Sancta María de Cabeça de Porcas, nombre que aparece registrado en un documento de 1265, junto con sus pedanías, indicadas como «Manzeras», «El Gorrón» y «Zerezal».
En otro documento, del 13 de mayo de 1597, según consta en el archivo diocesano de Salamanca, se instruyó un proceso contra el clérigo Gonzalo Pérez, sacerdote de Puertas en aquel momento. Según consta en el citado archivo, se acusó al clérigo de «no cumplir con sus deberes como cura de almas, sino que se permite un modo de vida no conforme con su dignidad eclesiástica». El fiscal del proceso criminal fue Marcos Crespo, fiscal de la Audiencia Episcopal de Salamanca, en el que se acusó al clérigo de «no leer el evangelio en la Misa, la cual decía tan temprano que los feligreses tenían gran dificultad en asistir, muchos domingos iba a decir misa a otros pueblos ajenos a su jurisdicción dejando los suyos sin ella, jugaba a la pelota en las calles principales, quitándose los hábitos talares para ello, normalmente jugaba a la pelota en las calles principales, mucha más cantidad de la que le era permitida, causó un gran escándalo un domingo por decir Misa de Gloria y con credo en contra de las rúbricas litúrgicas y disposiciones».
La sentencia del caso fue una severa amonestación y la condena a pagar las costas del juicio.
Con la división territorial de España de 1833 en la que se crean las actuales provincias, Puertas queda encuadrado dentro de la Región Leonesa, formada por las provincias de León, Zamora y Salamanca, de carácter meramente clasificatorio, sin operatividad administrativa, que a grandes rasgos vendría a recoger la antigua demarcación del Reino de León (sin Galicia ni Asturias ni Extremadura).

## Demografía
Puertas cuenta con una población de 65 habitantes (INE 2024).
| Gráfica de evolución demográfica de Puertas entre 1842 y 2021                                                       |
| |
| Población de derecho según los censos de población del INE Población de hecho según los censos de población del INE |

Según el Instituto Nacional de Estadística, Puertas tenía, a 31 de diciembre de 2018, una población total de 79 habitantes, de los cuales 44 eran hombres y 35 mujeres. Respecto al año 2000, el censo refleja 108 habitantes, de los cuales 59 eran hombres y 49 mujeres. Por lo tanto, la pérdida de población en el municipio para el periodo 2000-2018 ha sido de 29 habitantes, un 27 % de descenso.
El municipio se divide en cinco núcleos de población. De los 79 habitantes que poseía el municipio en 2018, Cerezal de Puertas contaba con 27, de los cuales 13 eran hombres y 14 mujeres, Puertas con 20, de los cuales 13 eran hombres y 7 mujeres, Manceras con 20, de los cuales 13 eran hombres y 7 mujeres y El Groo con 11, de los cuales 7 eran hombres y 4 mujeres.

## Economía
La economía de Puertas depende exclusivamente de explotaciones ganaderas, fundamentalmente de raza morucha y charolesa.

## Monumentos y lugares de interés
Entre los restos arquitectónicos de mayor antigüedad cabe citar la iglesia y el puente, aún en pie sobre la rivera del municipio. A mediados del siglo XX se construyó en la principal plaza de Puertas la típica cruz de piedra en memoria de «los caídos por Dios y por España», es decir del bando franquista, en la Guerra Civil.
Merece mención concreta la iglesia, dedicada a la advocación de Santa Marina. Se trata de una iglesia parroquial, de aire arcaico, quizá por la reutilización de sillares de un viejo templo románico. Su construcción se remonta, probablemente, a los siglos XVI y XVII. Tiene una única nave, a la que se añadieron, posteriormente, una sacristía y un soportal. La espadaña es maciza, con dos vanos campanarios y detalles ornamentales ajarronados. La cubierta descansa sobre dos arcos de medio punto, ubicándose los pendolones en la parte de la cabecera.

## Administración y política
| Partido político                         | 2019  | 2019  | 2019       | 2015  | 2015  | 2015       | 2011  | 2011  | 2011       | 2007  | 2007  | 2007       | 2003  | 2003  | 2003       |
| Partido político                         | %     | Votos | Concejales | %     | Votos | Concejales | %     | Votos | Concejales | %     | Votos | Concejales | %     | Votos | Concejales |
| Partido Popular (PP)                     | 89,09 | 49    | 3          | 80,00 | 40    | 3          | 89,55 | 60    | 3          | 82,35 | 28    | 1          | 88,46 | 46    | 1          |
| Partido Socialista Obrero Español (PSOE) | —     | —     | —          | 2,00  | 1     | 0          | —     | —     | —          | 2,94  | 1     | 0          | —     | —     | —          |

El alcalde de Puertas no recibe ningún tipo de prestación económica por su trabajo al frente del ayuntamiento (2017).